# Chrám slunce (Lednice)

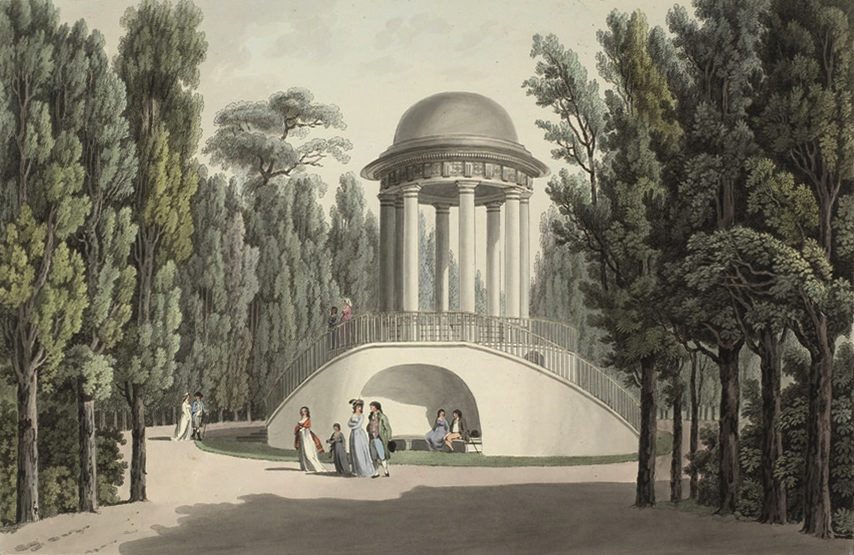
Dianin chrám, malba Laurenze Janschy, asi 1800

Chrám slunce (někdy také nazýván Dianin chrám, Templ či der Sterntempel) byl jeden ze saletů v Lednicko-valtickém areálu. Dnes již neexistuje.

## Historie
Chrám slunce se stál na pravém břehu Zámecké Dyje v původním parku Hvězda, jehož autorem byl Ignác Holle. Ve středu parku stával dřevěný letohrádek, jenž byl v 18. století přestavěn na Chrám slunce. Původní letohrádek je doložen k roku 1692, v letech 1794-1795 jej Josef Hardtmuth přestavěl. V roce 1838 došlo ke zrušení chrámu.

## Popis
Jednalo se o oktogon, jehož kopuli neslo osm sloupů. Budova byla zdobená plastikami a reliéfy. Ty byly přesunuty na nová místa, jako např. k Apollonově chrámu. Od oktogonu vedou paprskovitě do všech stran aleje, v nichž původně byly vysázeny vlašské topoly. Později je nahradily kaštany. Na konci alejí stávaly budovy s egyptským, římským či orientálním námětem. Do dnešních dnů se zachovaly jen tři. Kolem chrámu rostla osmiboká alej o průměru přibližně 300 metrů, jejíž jednotlivé části vedly kolmo na části aleje.